# Chas, Puy-de-Dôme
Chas är en kommun i departementet Puy-de-Dôme i regionen Auvergne-Rhône-Alpes i centrala Frankrike. Kommunen ligger i kantonen Vertaizon som tillhör arrondissementet Clermont-Ferrand. År 2022 hade Chas 368 invånare.

## Befolkningsutveckling
Antalet invånare i kommunen Chas
| Referens: INSEE |